# Sigy-en-Bray
Pour les articles homonymes, voir Sigy (homonymie).
Sigy-en-Bray est une commune française située dans le département de la Seine-Maritime en région Normandie.

## Géographie
| Bosc-Édeline           | Rouvray-Catillon | La Ferté-Saint-Samson |
| Bois-Guilbert          | Sigy-en-Bray     | Argueil               |
| La Chapelle-Saint-Ouen | La Hallotière    | Le Mesnil-Lieubray    |

La commune, située dans le pays de Bray, surplombée par le Grand Mont de Sigy-en-Bray, colline calcicole culminant à 187 mètres d'altitude, est traversée par l'Andelle.

### Hydrographie
La commune est située dans le bassin Seine-Normandie. Elle est drainée par l'Andelle, la Roulee et divers autres petits cours d'eau,.
L'Andelle, d'une longueur de 57 km, prend sa source dans la commune de Serqueux et se jette  dans la Seine à Pîtres, après avoir traversé 24 communes. Les caractéristiques hydrologiques de l'Andelle sont données par la station hydrologique située sur la commune de Rouvray-Catillon. Le débit moyen mensuel est de 0,274 m3/s. Le débit moyen journalier maximum est de 5,84 m3/s, atteint lors de la crue du 2 janvier 2003. Le débit instantané maximal est quant à lui de 7,91 m3/s, atteint le 16 décembre 2011.

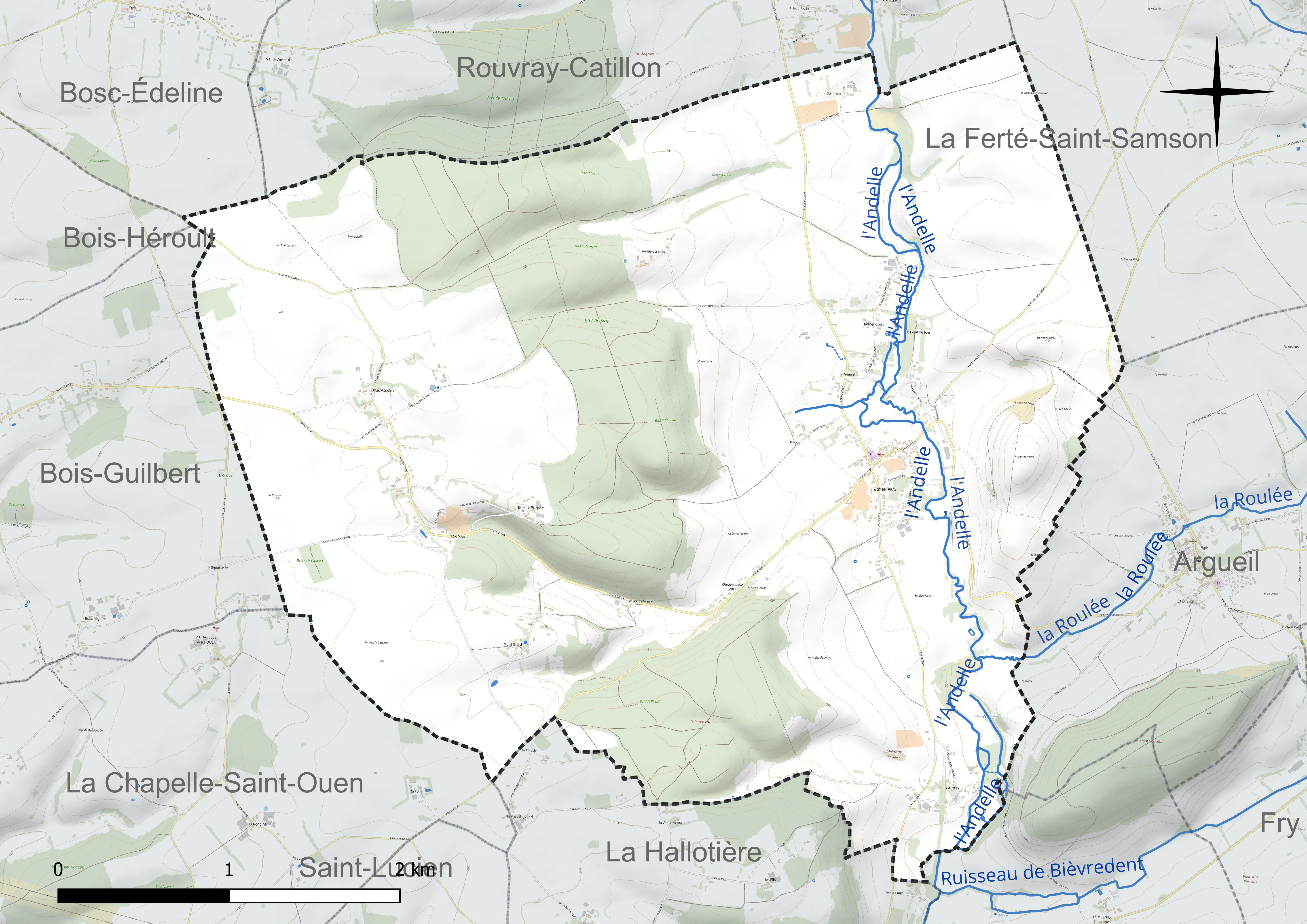
Réseau hydrographique de Sigy-en-Bray.

### Climat
Pour des articles plus généraux, voir Climat de la Normandie et Climat de la Seine-Maritime.
En 2010, le climat de la commune est de type climat océanique dégradé des plaines du Centre et du Nord, selon une étude du CNRS s'appuyant sur une série de données couvrant la période 1971-2000. En 2020, Météo-France publie une typologie des climats de la France métropolitaine dans laquelle la commune est exposée à un climat océanique et est dans la région climatique Côtes de la Manche orientale, caractérisée par un faible ensoleillement (1 550 h/an) ; forte humidité de l’air (plus de 20 h/jour avec humidité relative> 80 % en hiver), vents forts fréquents. Parallèlement le GIEC normand, un groupe régional d’experts sur le climat, différencie quant à lui, dans une étude de 2020, trois grands types de climats pour la région Normandie, nuancés à une échelle plus fine par les facteurs géographiques locaux. La commune est, selon ce zonage, exposée à un « climat contrasté des collines », correspondant au Pays de Bray, bien arrosé et frais.
Pour la période 1971-2000, la température annuelle moyenne est de 10,2 °C, avec une amplitude thermique annuelle de 14,3 °C. Le cumul annuel moyen de précipitations est de 819 mm, avec 13 jours de précipitations en janvier et 8,5 jours en juillet. Pour la période 1991-2020, la température moyenne annuelle observée sur la station météorologique la plus proche, située sur la commune de Forges-les-Eaux à 8 km à vol d'oiseau, est de 10,7 °C et le cumul annuel moyen de précipitations est de 860,1 mm,. Pour l'avenir, les paramètres climatiques de la commune estimés pour 2050 selon différents scénarios d’émission de gaz à effet de serre sont consultables sur un site dédié publié par Météo-France en novembre 2022.

## Urbanisme

### Typologie
Au 1er janvier 2024, Sigy-en-Bray est catégorisée commune rurale à habitat dispersé, selon la nouvelle grille communale de densité à sept niveaux définie par l'Insee en 2022.
Elle est située hors unité urbaine. Par ailleurs la commune fait partie de l'aire d'attraction de Rouen, dont elle est une commune de la couronne,. Cette aire, qui regroupe 317 communes, est catégorisée dans les aires de 200 000 à moins de 700 000 habitants,.

## Toponymie
Le nom de la localité est attesté sous les formes Siggei vers 1043, Sigiacus et Sigiaco en 1046 et 1048, Sigy en 1793, Sigy-en-Bray en 1962.
Le pays de Bray est une région naturelle du Nord-Ouest de la France.

## Histoire
Sigy est un site occupé depuis longtemps, à l'emplacement de cimetières gallo-romain et mérovingien, comme l'attestent les objets aujourd'hui exposés au musée des Antiquités de Rouen.
Rollon accorde aux sires de Gournay un domaine dont Sigy fait partie. Hugues Ier de Gournay fait bâtir un château fort, qui sera détruit au XIIe siècle. En 1040, il ordonne la fondation de l'abbaye Saint-Martin-et-Saint-Vulgain, abbaye bénédictine, qui devient ensuite prieuré. En 1282, Nicolas de Beauvais, abbé de Saint-Ouen de Rouen, y est inhumé. Souvent pillée, l'église survit à la période révolutionnaire et conserve d'importants vestiges.
1er juin 1973 : Saint-Lucien est réunie à Sigy-en-Bray en tant que commune associée. Au départ, le projet prévoyait de réunir La Chapelle-Saint-Ouen, La Hallotière, Saint-Lucien et Sigy-en-Bray en une seule commune. Seules les deux dernières ont finalement accepté, ce qui a conduit à la création d'une commune formée de deux parties non contigües.
11 décembre 2011 : référendum local organisé à Saint-Lucien sur le retour à l'autonomie, le oui l'emporte avec 93 % des suffrages exprimés (119 voix pour 128 votants sur 160 inscrits) mais la sous-préfecture, inquiète au sujet des finances des deux communes, ne signera pas l'acte de défusion.
L'acte de défusion de Saint-Lucien et Sigy-en-Bray est signé le 9 décembre 2016 par le préfet, prévoyant l'indépendance des deux communes le 1er janvier 2017.

## Politique et administration
| Période                                  | Période                     | Identité                 | Étiquette | Qualité                                                                                            |
| ---------------------------------------- | --------------------------- | ------------------------ | --------- | -------------------------------------------------------------------------------------------------- |
| Les données manquantes sont à compléter. |                             |                          |           | |
| 1925                                     | 1953                        | Roger Binet              |           | |
| 1953                                     | 1995                        | Henri Binet              |           | |
| Les données manquantes sont à compléter. |                             |                          |           | |
| mars 2001                                | avril 2009                  | Jean-Louis Gantier       | dvd       | Démissionnaire                                                                                     |
| mai 2009                                 | 2014                        | Jacques Obers            |           | Gérant de PME à la retraite                                                                        |
| 2014                                     | décembre 2016               | Sabrina Bréquigny        | LR        | Adjoint administratif Mandat écourté par la dé-fusion de Sigy-en-Bray et de Saint-Lucien           |
| février 2017                             | En cours (au 14 avril 2021) | Sabrina Bréquigny-Goulay | LR        | Adjoint administratif Conseillère régionale de Normandie (2021 → ) Réélue pour le mandat 2020-2026 |

## Démographie
L'évolution du nombre d'habitants est connue à travers les recensements de la population effectués dans la commune depuis 1793. Pour les communes de moins de 10 000 habitants, une enquête de recensement portant sur toute la population est réalisée tous les cinq ans, les populations de référence des années intermédiaires étant quant à elles estimées par interpolation ou extrapolation. Pour la commune, le premier recensement exhaustif entrant dans le cadre du nouveau dispositif a été réalisé en 2004.

En 2022, la commune comptait 487 habitants, en évolution de −7,06 % par rapport à 2016 (Seine-Maritime : +0,35 %, France hors Mayotte : +2,11 %).
| 1793 | 1800 | 1806 | 1821 | 1831 | 1836 | 1841 | 1846 | 1851 |
| ---- | ---- | ---- | ---- | ---- | ---- | ---- | ---- | ---- |
| 873  | 854  | 801  | 746  | 847  | 802  | 788  | 756  | 705  |

| 1856 | 1861 | 1866 | 1872 | 1876 | 1881 | 1886 | 1891 | 1896 |
| ---- | ---- | ---- | ---- | ---- | ---- | ---- | ---- | ---- |
| 691  | 798  | 757  | 653  | 653  | 618  | 657  | 673  | 655  |

| 1901 | 1906 | 1911 | 1921 | 1926 | 1931 | 1936 | 1946 | 1954 |
| ---- | ---- | ---- | ---- | ---- | ---- | ---- | ---- | ---- |
| 604  | 572  | 571  | 522  | 519  | 513  | 505  | 526  | 504  |

| 1962 | 1968 | 1975 | 1982 | 1990 | 1999 | 2004 | 2006 | 2009 |
| ---- | ---- | ---- | ---- | ---- | ---- | ---- | ---- | ---- |
| 439  | 409  | 549  | 533  | 527  | 559  | 594  | 599  | 685  |

| 2014 | 2019 | 2022 | - | - | - | - | - | - |
| ---- | ---- | ---- | - | - | - | - | - | - |
| 754  | 496  | 487  | - | - | - | - | - | - |

## Culture locale et patrimoine

### Lieux et monuments

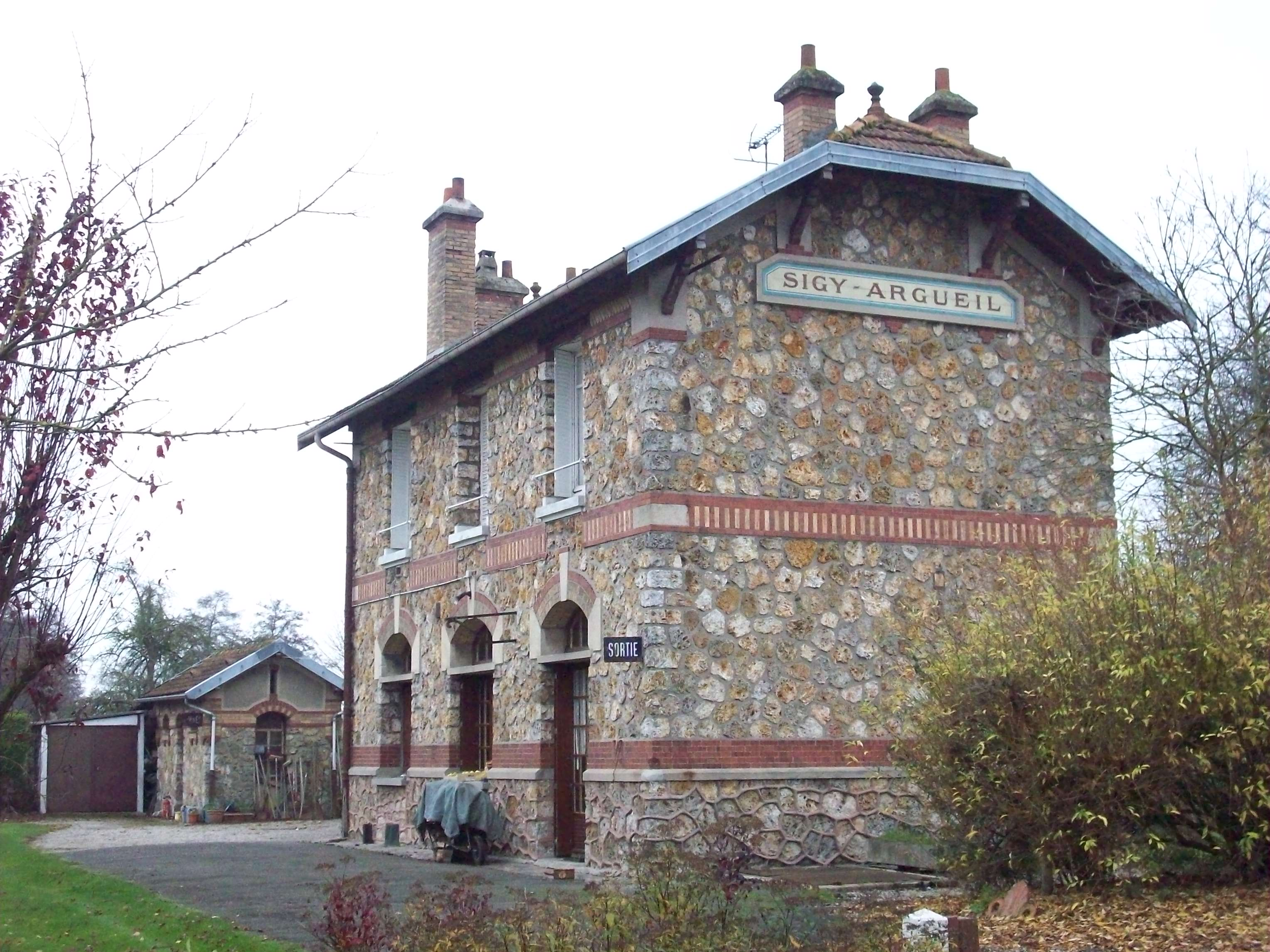
Ancienne gare.

- Église Saint-Martin, ancienne abbatiale dont le chœur remonte au XIIIe siècle. Boiseries du XVIIIe siècle.
- Calvaire de la fin du XVe siècle dans le cimetière.

### Personnalités liées à la commune
- Louis Charles Paris (1812-1856), né et décédé à Sigy-en-Bray, chef de bataillon, chevalier de la Légion d'honneur et décoré de l'ordre turc de Medjidié.
- Simone Gillot (1912-2008), militante communiste et résistante, est née à Sigy-en-Bray